# Chironomus boliviensis
Chironomus boliviensis är en tvåvingeart som beskrevs av Jean-Jacques Kieffer 1917. Chironomus boliviensis ingår i släktet Chironomus och familjen fjädermyggor.
Artens utbredningsområde är Bolivia. Inga underarter finns listade i Catalogue of Life.